# Удо (граф Лангау)
Удо (нем. Udo; около 835 — после 879) — граф в Лангау, маркграф Нормандской Нейстрийской марки в 861—865 годах из рода Конрадинов.

## Биография

### Правление
Впервые в исторических источниках Удо, старший сын графа в Лангау Гебхарда I и сестры графа Баварского Нордгау Эрнста I, упомянут в 861 году вместе с младшими братьями Вальдо Аббатом и Беренгаром, когда они попали в немилость у короля Восточно-Франкского королевства Людовика II Немецкого. Точные причины этого не известны. Некоторые историки полагают, что они оказались замешаны в восстании Карломана, одного из сыновей короля Людовика, против отца. Братья по своей матери, сестре Эрнста I, графа Нордгау, находились в свойстве с Карломаном, женатым на дочери Эрнста, и вполне могли принять участие в восстании. Однако существует и другая точка зрения, по которой немилость связана с агрессивной западной политикой короля Людовика, которая вызвала его конфликт со многими знатными родами. В итоге братья вместе на рейхстаге в Регенсбурге в апреле 861 года были лишены своих владений.
Первоначально братья попытались найти убежище в Лотарингии у своего родственника Адаларда, бывшим сенешалем императора Людовика I Благочестивого, служившего королю Лотарю II. Однако вскоре они вместе с Адалардом были вынуждены бежать в Западно-Франкское королевство, где были приняты при дворе короля Карла II Лысого.
В том же 861 году Карл для защиты Нейстрии от викингов образовал две Нейстрийские марки. Правителями одной из них, Нормандской марки, были назначены Удо, Беренгар и Адалард. Однако это назначение вызвало зависть представителей могущественного рода Роргонидов, которые занимали главенствующее положение в этих местах и считали эту область своей. В результате граф Мэна Роргон II вместе с братом Гозфридом объединились с королём Бретани Саломоном и напали на марку. Для того, чтобы достигнуть мира, Карл был вынужден передать Нормандскую марку Гозфриду.
Дальнейших сведений об Удо очень мало. В 866 году ещё один сын Людовика Немецкого, Людовик III Младший, который также восставал против отца, обещал братьям вернуть их владения за поддержку против отца. В итоге после смерти Людовика Немецкого в 876 году братья смогли вернуться в Восточно-Франкское королевство. В 879 году он вместе с братьями упомянут в акте об основании монастыря Гемюнден. После этого упоминаний об Удо нет. При сыновьях Удо Лангау было разделено на две части — Верхнее Лангау и Нижнее Лангау.

### Семья
Имя жены Удо и её происхождение ни в каких документах не упоминаются. Исходя из данных ономастики, историк Дональд Джекман выдвинул гипотезу, что жена Удо происходила из дома Вельфов. Он называет её имя Юдит и считает, что она была дочерью Конрада I Старого, графа в Аргенгау. Дети:
- Конрад Старший (около 855 — 27 февраля 906), граф в Верхнем Лангау, герцог Франконии
- Эбергард (около 858—902), граф в Нижнем Лангау
- Гебхард II (около 865 — 22 июня 910), граф в Нижнем Лангау, герцог Лотарингии (Гебхард I) с 903 года
- Рудольф I (около 860 — 3 августа 908), епископ Вюрцбурга с 892 года.